# Erika Gravenstein
Erika Gravenstein (* 15. April 1920 in Berlin; † 2008 in Lingen) war eine deutsche Keramikerin und Hochschullehrerin in der DDR.

## Leben und Werk
Erika Gravenstein absolvierte von 1940 bis 1943 an der Kunstgewerbeschule Burg Giebichenstein in Halle/Saale eine Ausbildung zur Töpferin. Von 1943 bis 1946 war sie dort Meisterschülerin in der Keramikwerkstatt. Von 1944 bis 1947 hatte sie vertretungsweise die Leitung der Keramikwerkstatt und von 1946 bis 1948 war sie auch technische Assistentin im Fachbereich Keramik. 1948 machte sie die Meisterprüfung als Töpferin. Von 1948 bis 1972 war sie als Nachfolgerin von Otto Thibault Werkstattleiterin der Fachklasse Keramik, ab 1965 auch Direktorin des Instituts für Gefäßgestaltung. Erika Gravenstein war in den 1950er Jahren neben Gustav Weiss (* 1922) die bedeutendste Keramikerin an der Schule. Sie setzte sich dafür ein, einfache, gut reproduzierbare Formen zu entwerfen und dezente Dekore und Glasuren zu verwenden und hatte Anteil daran, dass die Belange der industriellen Serienproduktion der Feinkeramik-Industrie der DDR in die Ausbildung eingingen und mit dem VEB Porzellanwerk Lettin zusammengearbeitet wurde. U. a. wurde eine von ihr entworfene Vasenform in Kleinstserie von diesem Betrieb produziert.
Zu den Schülerinnen Erika Gravensteins gehörten u. a. Ute Brade, Elisabeth Körting, Mareile Kitzel-Grimm, Ute Lohse, Heidi Manthey, Gertraud Möhwald und Barbara Sammler (* 1941).
Aus Krankheitsgründen ging Erika Gravenstein 1972 in den vorzeitigen Ruhestand. Sie war Mitglied des Verbands Bildender Künstler der DDR und war in der DDR und in der Bundesrepublik, in der CSSR, Dänemark, Finnland, Polen und Schweden an Ausstellungen beteiligt.
1976 zog sie aus der DDR nach Lingen in die Bundesrepublik Deutschland.
Sie wurde auf dem Neuen Friedhof Lingen beigesetzt.

## Ehrungen
- 1962: Goldmedaille der Internationalen Keramikausstellung Prag
- 1967: 2. Preis der VI. Deutschen Kunstausstellung in Dresden

## Teilnahme an Ausstellungen (mutmaßlich unvollständig)
- 1954: Halle, Galerie Hennig („Angewandte Kunst“)
- 1958 und 1967/1968: Dresden, Vierte und VI. Deutsche Kunstausstellung
- 1964 und 1969/1970: Leipzig („Kunsthandwerk im Grassimuseum“)